# Tatiana Parcero
Tatiana Parcero Malagón (Ciudad de México, 1967) es una psicóloga y fotógrafa mexicana. Su obra también abarca vídeo, en donde explora conceptos tales como la identidad, la memoria, el territorio, el tiempo y, más recientemente, las migraciones-inmigraciones.

## Biografía
Licenciada en psicología egresada de la Facultad de Psicología de la Universidad Nacional Autónoma de México (UNAM), en 1995 obtuvo la maestría en artes, con especialización en fotografía, en la New York University y en el Centro Internacional de Fotografía (NYU/ICP), en Estados Unidos. Comenzó a trabajar como fotógrafa en 1985, y desde principios de los años 90 se ha concentrado en el cuerpo y el autorretrato, y ha creado la técnica de yuxtaposición de fotos en blanco y negro impresas en acetatos sobre fotos a color.
Ganó, en el 2008, el segundo premio en el Salón Nacional de Artes Visuales, en el Palais de Glace, Buenos Aires, Argentina. En el 2007, alcanzó el cuarto lugar en los premios de arte, en el Museum of Latin American Art (MoLAA), en Long Beach, California, Estados Unidos.
A la fecha de esta versión del artículo, vive y trabaja en Buenos Aires, Argentina, donde investiga las migraciones-inmigraciones.[cita requerida]

## Obras
- Interior Cartography #23 (1996)
- Actos de Fe #7 (2003)
- Re-invento #21 (2006)
- Re-Invento #25 (2006)
- Re-Invento #22 (palma espíritu) (2006)[2]